# 경상남도의 기념물 (제201호 ~ 제300호)
경상남도 기념물은 지방기념물 중에서 경상남도 내에 있는 문화재를 의미한다. 최고의 문화재로 지정되지 않은 것들 중 패총, 고분, 성지, 궁지 등의 사적지 중 역사적, 학술적 가치가 있는 것, 경승지로서 예술적 기교, 관람 가치가 있는 및 동물, 식물, 광물, 동굴 등에서 학술적인 가치가 있는 것"을 대상으로 경상남도지사가 조례에 따라 지정한다.

## 지정목록

### 제201호 ~ 제300호
| 번호  | 사진 | 명칭                                                          | 소재지                                                     | 관리자 (단체)                                 | 지정일                                                                                  | 참조 |
| 201호 |      | 창원 남산 유적 (昌原 南山 遺跡)                               | 경남 창원시 의창구 팔용로 494-37, 외 3필 (서상동)          | 창원시                                        | 1997년 12월 31일 지정                                                                   |      |
| 202호 |      | 거제 강망산 봉수대 (巨濟 江望山 烽燧臺)                       | 경남 거제시 덕포동                                         | 거제시                                        | 1998년 11월 13일 지정, 2018년 12월 20일 명칭변경                                        |      |
| 203호 |      | 거제 지세포진성 (巨濟 知世浦鎭城)                             | 경남 거제시 일운면 지세포선창길 24 일원                    | 거제시                                        | 1998년 11월 13일 지정, 2018년 12월 20일 명칭변경                                        |      |
| 204호 |      | 거제 구조라진성 (巨濟 舊助邏鎭城)                             | 경남 거제시 일운면 구조라리 산55번지                       | 거제시                                        | 1998년 11월 13일 지정, 2018년 12월 20일 명칭변경                                        |      |
| 205호 |      | 거제 구영등성 (巨濟 舊永登城)                                 | 경남 거제시 장목면 구영2길 21 일원                         | 거제시                                        | 1998년 11월 13일 지정, 2018년 12월 20일 명칭변경                                        |      |
| 206호 |      | 거제 구율포진성 (巨濟 舊栗浦鎭城)                             | 경남 거제시 장목면 율천리 325-1                            | 거제시                                        | 1998년 11월 13일 지정, 2018년 12월 20일 명칭변경                                        |      |
| 207호 |      | 거제 지세포리 지석묘 (巨濟 知世浦里 支石墓)                   | 경남 거제시 일운면 지세포로 613번지 일원                   | 거제시                                        | 1998년 11월 13일 지정, 2018년 12월 20일 명칭변경                                        |      |
| 208호 |      | 거제 학산리 지석묘 (巨濟 鶴山里 支石墓)                       | 경남 거제시 둔덕면 아사3길 9 일원                          | 거제시                                        | 1998년 11월 13일 지정, 2018년 12월 20일 명칭변경                                        |      |
| 209호 |      | 거제하청북사지 (巨濟河淸北寺址)                               | 경남 거제시 하청면 유계6길 산110번지 일원                  | 거제시                                        | 1998년 11월 13일 지정                                                                   |      |
| 210호 |      | 통영 미륵산 봉수대 (統營 彌肋山 熢燧臺)                       | 경남 통영시 산양읍 남평리 산40-1                           | 통영시                                        | 1998년 11월 13일 지정                                                                   |      |
| 211호 |      | 함양개평리소나무 (咸陽介坪里소나무)                           | 경남 함양군 지곡면 개평리 262-1                            | 초계정씨문중                                  | 1998년 11월 13일 지정, 2013년 4월 4일 해제, 고사하여 문화재 가치 상실                   |      |
| 212호 |      | 함양금대암전나무 (咸陽金臺庵전나무)                           | 경남 함양군 마천면 가흥리 산17-1                           | 금대암                                        | 1998년 11월 13일 지정                                                                   |      |
| 213호 |      | 함양 도천리 소나무 (咸陽 道川里 소나무)                       | 경남 함양군 병곡면 도천리 717                              | 진양하씨문중                                  | 1998년 11월 13일 지정                                                                   |      |
| 214호 |      | 통영 매물도 후박나무 (統營 每勿島 후박나무)                   | 경남 통영시 한산면 매죽리 산 59-1                          | 통영시                                        | 1998년 11월 13일 지정                                                                   |      |
| 215호 |      | 합천학사대전나무 (陜川學士臺전나무)                           | 경남 합천군 가야면 치인리 10                               | 해인사                                        | 1998년 11월 13일 지정, 2012년 11월 13일 해제, 천연기념물 제541호로 승격.                |      |
| 216호 |      | 산청 소남리 선사유적 (山淸 召南里 先史遺蹟)                   | 경남 산청군 단성면 소남리 219외 1필지                      | 산청군                                        | 1999년 8월 6일 지정                                                                     |      |
| 217호 |      | 하동읍성 (河東邑城)                                           | 경남 하동군 고전면 고하리 산151외                          | 하동군                                        | 1999년 8월 6일 지정, 2004년 5월 31일 해제, 사적 제453호로 승격                          |      |
| 218호 |      | 합천 악견산성 (陜川 嶽堅山城)                                 | 경남 합천군 대병면 합천호수로                              | 합천군                                        | 1999년 8월 6일 지정                                                                     |      |
| 219호 |      | 합천 금성산 봉수대 (陜川 錦城山 烽燧臺)                       | 경남 합천군 대병면 회양리 산62                             | 합천군                                        | 1999년 8월 6일 지정                                                                     |      |
| 220호 |      | 함안 파산 봉수대 (咸安 巴山 烽燧臺)                           | 경남 함안군 여항면 내곡리 산188번지 주동리 산55-1          | 함안군                                        | 1999년 8월 6일 지정                                                                     |      |
| 221호 |      | 고성 천왕점 봉수대 (固城 天王점 烽燧臺)                       | 경남 고성군 대가면 양화리 산1-1 외1필지                    | .                                             | 1999년 8월 6일 지정                                                                     |      |
| 222호 |      | 의령 운곡리 고분군 (宜寧 雲谷里 古墳群)                       | 경남 의령군 용덕면 운곡리 산76                             | 의령군                                        | 1999년 8월 6일 지정                                                                     |      |
| 223호 |      | 김해 구산동 백운대 고분 (金海 龜山洞 白雲臺 古墳)             | 경남 김해시 대성동 21-2외                                  | 김해시                                        | 1999년 8월 3일 지정                                                                     |      |
| 224호 |      | 창원 상남지석묘 (昌原 上南支石墓)                             | 경남 창원시 성산구 상남동 23-4번지 외                      | 창원시                                        | 2000년 1월 31일 지정                                                                    |      |
| 225호 |      | 산청 지곡사지 (山淸 智谷寺址)                                 | 경남 산청군 산청읍 내리 산148-2번지외 10필지               | 산청군                                        | 2000년 8월 31일 지정                                                                    |      |
| 226호 |      | 함안 남문외 고분군 (咸安 南門外 古墳群)                       | 경남 함안군 가야읍 가야리 17-9외                           | 함안군                                        | 2000년 8월 31일 지정, 2018년 12월 20일 명칭변경                                         |      |
| 227호 |      | 밀양 남산 봉수대 (密陽 南山 烽燧臺)                           | 경남 밀양시 상남면 남산리 외                               | .                                             | 2000년 8월 31일 지정                                                                    |      |
| 228호 |      | 의령 가막산 봉수대 (宜寧 可莫山 烽燧臺)                       | 경남 의령군 정곡면 백곡리 산94                             | 의령군                                        | 2000년 8월 31일 지정                                                                    |      |
| 229호 |      | 함양백룡성선사화과원유허지 (咸陽白龍城禪師華果院遺墟址)       | 경남 함양군 백전리 백운리 50                               | 재단법인대각회                                | 2000년 8월 31일 지정                                                                    |      |
| 230호 |      | 합천 학리 지석묘군 (陜川 鶴里 支石墓群)                       | 경남 합천군 합천군 합천읍 동서로 119                       | 합천군                                        | 2001년 2월 22일 지정                                                                    |      |
| 231호 |      | 의령 미타산성 (宜寧 彌陀山城)                                 | 경남 의령군 부림면 미타로2북길 398 (묵방리)                | 부림면                                        | 2001년 2월 22일 지정                                                                    |      |
| 232호 |      | 산청실매리왕버드나무군 (山淸實梅里왕버드나무群)               | 경남 산청군 차황면 실매리 881-49번지외 9필지               | 산청군                                        | 2001년 2월 22일 지정                                                                    |      |
| 233호 |      | 사천 우천리 도요지 (泗川 牛川里 陶窯址)                       | 경남 사천시 사남면 우천리 1380                             | 사천시                                        | 2001년 5월 3일 지정                                                                     |      |
| 234호 |      | 사천 사촌리 도요지 (泗川 沙村里 陶窯址)                       | 경남 사천시 사남면 사촌리 27번지                           | 사천시                                        | 2001년 5월 3일 지정                                                                     |      |
| 235호 |      | 진주 의암 (晋州 義巖)                                         | 경남 진주시 남강로 626                                     | 진주시                                        | 2001년 9월 27일 지정, 2018년 12월 20일 명칭변경                                         |      |
| 236호 |      | 고성 곡산 봉수대 (固城 曲山 烽燧臺)                           | 경남 고성군 동해면 내곡리 산52-2 외5필지                   | 고성군                                        | 2001년 9월 27일 지정, 2018년 12월 20일 명칭변경                                         |      |
| 237호 |      | 밀양 손유호 묘 (密陽 孫攸好 墓)                               | 경남 밀양시 초동면 봉황리 272-1                            | 손덕우                                        | 2001년 12월 20일 지정, 2018년 12월 20일 명칭변경                                        |      |
| 238호 |      | 합천 전 초팔성 (陜川 傳 草八城)                               | 경남 합천군 초계면 원당리 산41,42, 율곡면 본천리 산200,201 | 합천군                                        | 2001년 12월 20일 지정, 2018년 12월 20일 명칭변경                                        |      |
| 239호 |      | 거제윤돌섬상록수림 (巨濟윤돌섬常綠樹林)                       | 경남 거제시 일운면 구조라리 산72                           | 김영철                                        | 2002년 2월 14일 지정                                                                    |      |
| 240호 |      | 합천 성산리 느티나무 (陜川 城山里 느티나무)                   | 경남 합천군 쌍책면 성산리 598                              | 류재영                                        | 2002년 2월 14일 지정                                                                    |      |
| 241호 |      | 사천자혜리화석갯지렁이초 (泗川自惠里化石갯지렁이礁)           | 경남 사천시 서포면 자혜리 산29, 지선 공유수면              | 사천시                                        | 2002년 6월 7일 지정                                                                     |      |
| 242호 |      | 거제 지세포 봉수대 (巨濟 知世浦 烽燧臺)                       | 경남 거제시 일운면 서이말길 산39번지 일원                  | 거제시                                        | 2002년 8월 14일 지정                                                                    |      |
| 243호 |      | 거제 와현 봉수대 (巨濟 臥縣 烽燧臺)                           | 경남 거제시 일운면 지세포리 산47-3, 일운면 와현리 산98-8   | 거제시                                        | 2002년 8월 14일 지정                                                                    |      |
| 244호 |      | 진주 전 송대산성 (晋州 傳 松臺山城)                           | 경남 진주시 대곡면 대곡리 산34-2외                         | 국유(산림청)외10                              | 2002년 10월 24일 지정, 2018년 12월 20일 명칭변경                                        |      |
| 245호 |      | 4.3삼진의거 발상지 성구사일원 (4.3三鎭義擧 發祥地 誠久祠一圓) | 경남 창원시 마산합포구 진전면 일암1길 151, 394-3 (일암리)  | 초계변씨종중                                  | 2002년 12월 27일 지정                                                                   |      |
| 246호 |      | 창녕조씨득성설화지 (昌寧曺氏得姓說話址)                       | 경남 창녕군 창녕읍 옥천리 산322                            | 창녕조씨문중                                  | 2003년 4월 17일 지정                                                                    |      |
| 247호 |      | 남해 설흘산 봉수대 (南海 雪屹山 烽燧臺)                       | 경남 남해군 남면 홍현리 산237-1                            | 남해군                                        | 2003년 6월 12일 지정                                                                    |      |
| 248호 |      | 남해 대방산 봉수대 (南海 臺方山 烽燧臺)                       | 경남 남해군 창선면 옥천리 산75                             | 남해군                                        | 2003년 6월 12일 지정                                                                    |      |
| 249호 |      | 남해 금오산성 (南海 金鰲山城)                                 | 경남 남해군 창선면 당항리 산102외                          | 남해군                                        | 2003년 6월 12일 지정                                                                    |      |
| 250호 |      | 창녕 박부 묘 (昌寧 朴敷 墓)                                   | 경남 창녕군 창녕군 이방면 석리 산142                       | 밀성박씨문정공파종중(박인환)                  | 2003년 9월 18일 지정, 2018년 12월 20일 명칭변경                                         |      |
| 251호 |      | 산청 김후 묘 (山淸 金後 墓)                                   | 경남 산청군 신등면 평지리 산39-3                           | 상산김씨은락재종중(김동렬)                    | 2003년 9월 18일 지정, 2018년 12월 20일 명칭변경                                         |      |
| 252호 |      | 진주 정설 부부 묘 (晋州 鄭舌 夫婦 墓)                         | 경남 진주시 신안동 산5                                     | 진주정씨공대공파진주대종회                    | 2003년 10월 30일 지정, 2018년 12월 20일 명칭변경                                        |      |
| 253호 |      | 하동 청룡리 은행나무 (河東 靑龍里 은행나무)                   | 경남 하동군                                                | 중촌마을회                                    | 2004년 3월 18일 지정                                                                    |      |
| 254호 |      | 함양개평리소나무군락지 (咸陽介坪里소나무群落地)               | 경남 함양군 지곡면 개평리 251,255,250,256,산11-1           | 정의균,정현택,정형기,정천상                   | 2004년 10월 21일 지정                                                                   |      |
| 255호 |      | 산청 단성 사직단 (山淸 丹城 社稷壇)                           | 경남 산청군 단성면 사월리 산54-1번지외 1필지               | 단성향교                                      | 2005년 1월 13일 지정                                                                    |      |
| 256호 |      | 합천둔내리폐사지 (陜川屯內里廢寺址)                           | 경남 합천군 가회면 둔내리 210, 211                         | 법연원                                        | 2005년 3월 31일 지정                                                                    |      |
| 257호 |      | 남해가인리공룡발자국 (南海加仁里恐龍발자국)                   | 경남 남해군 창선면 가인리 산60-20, 해안                    | 남해군수                                      | 2005년 3월 31일 지정, 2008년 12월 29일 해제, 천연기념물 제499호로 승격                  |      |
| 258호 |      | 합천 우곡리 폐사지 (陜川 牛谷里 廢寺址)                       | 경남 합천군 합천군 용주면 우곡계성길 166-1                 | .                                             | 2005년 7월 21일 지정                                                                    |      |
| 259호 |      | 양산 우불산성 (梁山 于弗山城)                                 | 경남 양산시 웅상읍 삼호리 산2-3번지외 12필지               | 양산시                                        | 2005년 10월 13일 지정                                                                   |      |
| 260호 |      | 양산 삼호리 고분군 (梁山 三湖里 古墳群)                       | 경남 양산시 웅상읍 주남리 산91번지 외 7필지                | 양산시                                        | 2005년 10월 13일 지정                                                                   |      |
| 261호 |      | 하동 정국룡 묘역 (河東 鄭國龍 墓域)                           | 경남 하동군 적량면 동리 산1-5, 산1-6번지                   | 하동정씨 도선산보존회                         | 2006년 1월 12일 지정, 2018년 12월 20일 명칭변경                                         |      |
| 262호 |      | 합천운구대 (陜川雲衢臺)                                       | 경남 합천군 가회면 둔내리 산23번지                         | 풍산홍씨 만은공파 종중                        | 2006년 1월 12일 지정                                                                    |      |
| 263호 |      | 합천 백마산성 (陜川 白馬山城)                                 | 경남 합천군 율곡면 항곡리 산3번지 외 4필지                 | 합천군                                        | 2006년 1월 12일 지정                                                                    |      |
| 264호 |      | 하동 정금리 차나무 (河東 井琴里 茶나무)                       | 경남 하동군 화개면 정금리 산74                             | 오시영                                        | 2006년 1월 12일 지정                                                                    |      |
| 265호 |      | 하동서황리백자요지 (河東 西黃里 白磁窯址)                     | 경남 하동군 북천면 서황리 232                              | 하동군                                        | 2007년 6월 28일 지정, 2013년 3월 28일 해제, 발굴조사결과, 지정문화재로의 유지 가치 상실 |      |
| 266호 |      | 산청 공개바위 (山淸 공개바위)                                 | 경남 산청군 금서면 방곡리 산176-1번지                      | 산청군                                        | 2007년 9월 6일 지정, 2018년 12월 20일 명칭변경                                          |      |
| 267호 |      | 김해객사 후원지 (金海客舍 後苑址)                             | 경남 김해시 구지로180번길 23-1 (동상동, 연화사)            | 김해시                                        | 2008년 2월 5일 지정                                                                     |      |
| 268호 |      | 함양 정여창 묘역 (咸陽 鄭汝昌 墓域)                           | 경남 함양군 수동면 우명리 산10-9                           | 일두 정여창 기념사업회                        | 2008년 2월 5일 지정, 2018년 12월 20일 명칭변경                                          |      |
| 269호 |      | 합천무학대사유허지 (陜川 無學大師 遺墟址)                     | 경남 합천군 대병면 대지리 산2                              | 합천군수                                      | 2008년 12월 11일 지정                                                                   |      |
| 270호 |      | 밀양 관아지 (密陽 官衙址)                                     | 경남 밀양시 내일동 376 외                                  | 밀양시장                                      | 2009년 7월 16일 지정                                                                    |      |
| 271호 |      | 고성 허원필 묘 (固城 許元弼 墓)                               | 경남 고성군 마암면 삼락리 산178-1                          | 김해허씨송와공파종중                          | 2010년 2월 4일 지정, 2018년 12월 20일 명칭변경                                          |      |
| 272호 |      | 진주 조윤손 묘역 (晋州 曺潤孫 墓域)                           | 경남 진주시 문산읍 이곡리 산65-1                           | 창녕조씨시랑공파판서공문중                    | 2010년 2월 11일 지정, 2018년 12월 20일 명칭변경                                         |      |
| 273호 |      | 통영 명정 (統營 明井)                                         | 경남 통영시 명정동 193, 1120-1                             | 통영시                                        | 2010년 2월 18일 지정                                                                    |      |
| 274호 |      | 의령 이운용 묘 (宜寧 李雲龍 墓)                               | 경남 의령군 지정면 오천리 산30-1                           | 밀양손씨 복정공파                             | 2010년 6월 17일 지정, 2018년 12월 20일 명칭변경                                         |      |
| 275호 |      | 산청 청송사 소나무 (山淸 靑松寺 소나무)                       | 경남 산청군 산청군 시천면 지리산대로 616-14 (중산리)       | 대한불교조계종 청송사                         | 2010년 6월 17일 지정                                                                    |      |
| 276호 |      | 산청 강국흥 묘역 (山淸 姜國興 墓域)                           | 경남 산청군 생비량면 제보리 산355                          | 진주강씨 관서공파 종중                        | 2011년 6월 23일 지정, 2018년 12월 20일 명칭변경                                         |      |
| 277호 |      | 창원 김주열 열사 시신 인양지 (昌原 金朱烈 烈士 屍身 引揚地)   | 경남 창원시 마산합포구 해안대로 220 (신포동1가)            | .                                             | 2011년 9월 22일 지정                                                                    |      |
| 278호 |      | 창녕 사직단 (昌寧 社稷壇)                                     | 경남 창녕군 창녕읍 교리 372 외 7필지                       | .                                             | 2011년 11월 10일 지정                                                                   |      |
| 279호 |      | 통영 우산 봉수대 (統營 牛山 烽燧臺)                           | 경남 통영시 도산면 수월리 산368번지                        | 통영시                                        | 2011년 12월 29일 지정, 2018년 12월 20일 명칭변경                                        |      |
| 280호 |      | 김해 구산동 지석묘 (金海 龜山洞 支石墓)                       | 경남 김해시 구산동 1079                                    | 김해시                                        | 2012년 7월 19일 지정                                                                    |      |
| 282호 |      | 창녕 조민수 묘 (昌寧 曺敏修 墓)                               | 경남 창녕군 대합면 신당리 산73-1                           | 창녕조씨문중                                  | 2013년 7월 11일 지정, 2018년 12월 20일 명칭변경                                         |      |
| 283호 |      | 함안 조려 묘 (咸安 趙旅 墓)                                   | 경남 함안군 법수면 강주리 산 53                            | 함안조씨문중                                  | 2015년 3월 19일 지정                                                                    |      |
| 284호 |      | 진주 이정 묘 (晉州 李楨 墓)                                   | 경남 진주시 정촌면 대축리 산240-2                          | 사천이씨 우소재 종중                          | 2016년 8월 25일 지정                                                                    |      |
| 285호 |      | 남해 전 선원사지 (南海 傳 禪院寺址)                           | 경남 남해군 고현면 포상리 260 외 5필지                     | 남해군수                                      | 2017년 3월 2일 지정                                                                     |      |
| 286호 |      | 남해 전 백련암지 (南海 傳 白蓮庵址)                           | 경남 남해군 고현면 포상리 559-1 외 7필지                   | 남해군수                                      | 2017년 3월 2일 지정                                                                     |      |
| 287호 |      | 김해 장군차 서식지 (金海 將軍茶 棲息地)                       | 경남 김해시 동상동 산9번지 일원                            | 성창기업(주) 외                               | 2017년 6월 29일 지정                                                                    |      |
| 288호 |      | 김해 상동 분청사기 가마터 (金海 上東 粉靑沙器 가마터)         | 경남 김해시 대감리 500-2 외                                | 김해시 외 (김해시장)                          | 2017년 7월 13일 지정                                                                    |      |
| 289호 |      | 양산 통도사 (梁山 通度寺)                                     | 경남 양산시 통도사로 108 (하북면, 통도사)                  | 통도사                                        | 2018년 1월 4일 지정                                                                     |      |
| 290호 |      | 김해 원지리 고분군 (金海 元支里 古墳群)                       | 경남 김해시 주촌면 원지리 산2-2 외                         | 김해시                                        | 2018년 1월 4일 지정                                                                     |      |
| 291호 |      | 진주 사직단 (晉州 社稷檀)                                     | 경남 진주시 상봉동 1246-1                                  |                                               | 2018년 8월 9일 지정                                                                     |      |
| 292호 |      | 합천 정인홍 묘 (陜川 鄭仁弘 墓)                               | 경남 합천군 가야면 야천리 산130-2                          | 서산정씨 래암공파종중 (서산정씨 래암공파종중) | 2018년 9월 20일 지정                                                                    |      |
| 293호 |      | 합천 성산토성 (陜川 城山土城)                                 | 경남 합천군                                                | 합천군                                        | 2018년 10월 4일 지정                                                                    |      |
| 294호 |      | 거제 농소리 고분 (巨濟 農所里 古墳)                           | 경남 거제시 장목면 농소리 산130-5, 산131-3                 | 김○곤 외 (거제시장)                           | 2018년 10월 18일 지정                                                                   |      |
| 295호 |      | 거제 다대산성 (巨濟 多大山城)                                 | 경남 거제시 남부면 산 89번지 외                            | 김○오 외 (거제시)                             | 2018년 10월 25일 지정                                                                   |      |
| 296호 |      | 고성 사직단 (固成 社稷壇)                                     | 경남 고성군 고성읍 교사리 700-1 외                         | 고성군수                                      | 2019년 1월 3일 지정                                                                     |      |

#### 지정 예고
| 번호      | 사진 | 명칭                                    | 소재지                                     | 관리자 (단체)            | 지정예고일               | 참조 |
| 지정 예고 |      | 거제 장목고분 (巨濟 長木古墳)           | 경남 거제시 장목면 농소리 산130-5, 산131-3 | 김○곤 외 (거제시장)      | 2018년 7월 12일 지정예고 |      |
| 지정 예고 |      | 의령 유곡리 고분군 (宜寧 柳谷里 古墳群) | 경남 의령군 지정면 유곡리 산146임 외 6필지 | 적○○종중 외 6 (의령군수) | 2018년 7월 12일 지정예고 |      |
| 지정 예고 |      | 의령 유곡산성 (宜寧 柳谷山城)           | 경남 의령군 지정면 유곡리 산209 외 3필지   | 산림청 외 3 (의령군수)   | 2018년 7월 12일 지정예고 |      |